# ماريا لويز إيفلين
ماريا لويز إيفلين (بالإنجليزية: Maria Louise Eve)‏ هي كاتِبة وشاعرة أمريكية، ولدت في 1848 في أوغستا في الولايات المتحدة، وتوفيت في 5 أبريل 1900.